# Saint-Étienne-sous-Bailleul
Saint-Étienne-sous-Bailleul is een gemeente in het Franse departement Eure (regio Normandië) en telt 325 inwoners (1999). De plaats maakt deel uit van het arrondissement Les Andelys.

## Geografie
De oppervlakte van Saint-Étienne-sous-Bailleul bedraagt 4,3 km², de bevolkingsdichtheid is 75,6 inwoners per km².
De onderstaande kaart toont de ligging van Saint-Étienne-sous-Bailleul met de belangrijkste infrastructuur en aangrenzende gemeenten.

## Demografie
Onderstaande figuur toont het verloop van het inwonertal (bron: INSEE-tellingen).